# Device, Voice, Drum
Device, Voice, Drum es un álbum en vivo de la banda estadounidense de rock progresivo Kansas y fue publicado por la compañía Compendia Music Group en 2002.  También fue lanzado en formato de DVD por la misma disquera. En 2003 y 2010 fue republicado por SPV Recordings.
Este álbum en directo fue grabado durante un concierto que efectuó la banda en la ciudad de Atlanta, Georgia, Estados Unidos el 15 de junio de 2002.
La versión de disco compacto contiene una canción extra inédita en vivo titulada «Distant Vision», la cual fue escrita por Kerry Livgren.
El DVD de Device, Voice, Drum incluye, además de los temas del disco, entrevistas con la banda, la discografía de la misma y la realización del DVD.  También consta de una corta animación realizada por Animusic del tema «Miracles Out of Nowhere».

## Lista de canciones

### Disco compacto

#### Disco uno
| Side one |                                    |                       |          |  |
| N.º      | Título                             | Escritor(es)          | Duración |  |
| 1.       | «Intro»                            |                       | 0:16     |  |
| 2.       | «Belexes»                          | Kerry Livgren         | 6:41     |  |
| 3.       | «Icarus II»                        | Kerry Livgren         | 7:15     |  |
| 4.       | «Icarus - Borne on Wings of Steel» | Kerry Livgren         | 6:23     |  |
| 5.       | «Song for America»                 | Kerry Livgren         | 9:22     |  |
| 6.       | «Howlin' at the Moon»              | Kerry Livgren         | 1:59     |  |
| 7.       | «The Wall»                         | Steve Walsh / Livgren | 5:36     |  |
| 8.       | «The Preacher»                     | Walsh / Steve Morse   | 4:08     |  |
| 9.       | «Journey fron Mariabronn»          | Walsh / Livgren       | 9:19     |  |
| 10.      | «Dust in the Wind»                 | Kerry Livgren         | 4:25     |  |
| 11.      | «Cheyenne Anthem»                  | Kerry Livgren         | 7:18     |  |
| 12.      | «Child of Innocence»               | Kerry Livgren         | 4:59     |  |

#### Disco dos
| Side one |        |              |          |  |
| N.º      | Título | Escritor(es) | Duración |  |

### Contenido extra del DVD
| Side one | |          |  |
| N.º      | Título | Duración |  |
| 1.       | «Retroactivo» | 3:05     |  |
| 2.       | «Reflexiones de DVD» | 3:11     |  |
| 3.       | «Canciones» | 2:54     |  |
| 4.       | «Realización de Device, Voice, Drum» | 7:25     |  |
| 5.       | «Discografía de Kansas» (con voz superpuesta) | 4:23     |  |
| 6.       | «Avances de Animusic - Instrumentos - Instrumentos de percusión, incluyendo la batería, metalófono y gong - Bajo en «Tower» - Calíope - Clavicémbalo martillado - Luces, órgano y coros - Plomo, sintetizador y lásers - Láser de guitarra eléctrica verde - Láser de violín - La animación de Animusic presenta a un baterista robotizado con dos brazos con una batería retro futurista. Además, la torre del bajo (la cual está conectada al robot) es uno de los instrumentos de voltaje armónico. El láser del violín es de color azul y suena como un violín clásico.» | 2:23     |  |

## Créditos

### Kansas
- Steve Walsh — voz y teclados
- Robby Steinhardt — voz y violín
- Rich Williams — guitarra acústica y eléctrica
- Billy Greer — bajo y coros
- Phil Ehart — batería

### Personal de producción
- Phil Ehart — productor
- James Cobb — ingeniero de audio
- Steve Powell — ingeniero de audio
- Steve Rawls — ingeniero de audio
- Jeff Glixman — mezclador
- Hank Williams — masterizador
- Bill Carbone — ingeniero de audio en vivo y coordinador de producción
- Sloan Hayes — técnico de sonido y mejoramiento de cuerdas
- Don Cole — técnico de sonido
- Chris Ward — técnico instrumental y de guitarra
- Dave Manion — técnico de teclados y diseño de luces
- Mark Whitaker — director de arte y diseño
- Kevin McMahon — director de arte
- Rick Diamond — fotografía